# Imilijjuaq Island
Imilijjuaq Island – niezamieszkana wyspa należąca do Archipelagu Arktycznego, znajdująca się w regionie Kivalliq, Nunavut, Kanada. Położona jest 38 km na południe od osady Whale Cove.